# Semirremolque
Los semirremolques arrastrados por tractocamión carecen de ejes delanteros y en su parte trasera suelen poseer dos o tres ejes de ruedas gemelas. Solo unos pocos poseen un único eje y más raramente existen algunos de cuatro. Todo ello dependerá del volumen y peso de la carga que hayan de llevar.
Como ocultan o dificultan la visibilidad de la matrícula y las luces posteriores del tractocamión, el remolque debe llevar una copia de la matrícula (en algunos países llevan una matrícula propia) y un juego de luces que se activan con una conexión eléctrica al vehículo remolcador. A partir de cierto peso necesitan llevar un sistema de frenado propio. Así mismo, debe estar rotulado con el letrero "Carga larga" o "Exceso de dimensiones" en letras negras sobre fondo amarillo a efectos de seguridad vial. En el caso de los tráileres anchi-largos (de transporte de maquinaria pesada) debe ser escoltado detrás por un vehículo nodriza (generalmente una pickup o un camión pequeño tipo N1) rotulado con el letrero "Exceso de dimensiones" ("Anchi-larga" en Venezuela) y acompañado de banderines rojos y coctelera amarilla a modo de advertencia.
La denominación tráiler se suele utilizar en Argentina, España, Colombia y México como sinónimo de semirremolque o camión articulado, refiriéndose a los remolques arrastrados por un tracto-camión, apoyados en él a través de la llamada «quinta rueda». El conjunto de este último tipo (semirremolque y tractocamión) se le conoce en Venezuela con el nombre de gandola, y el semirremolque sin la tractocamión como batea.

## Tipos de semirremolques

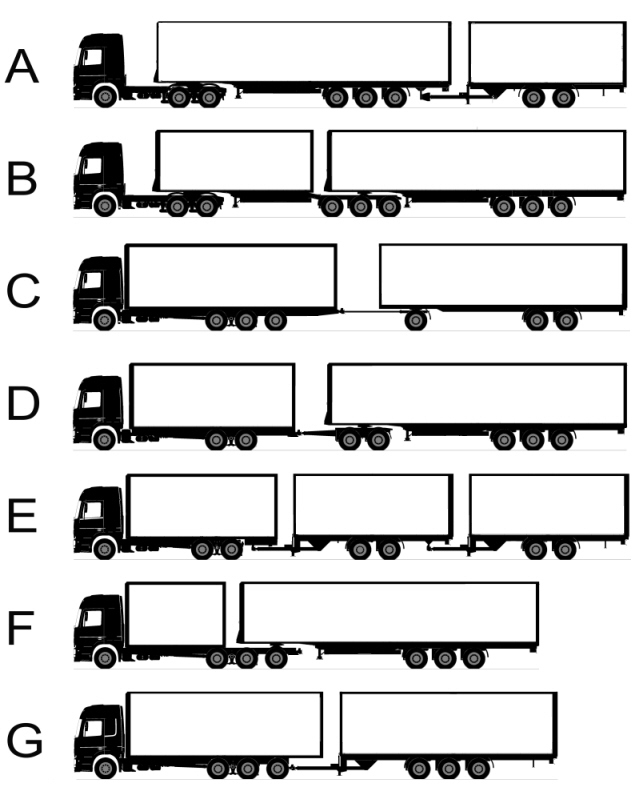
Todas las variantes de composiciones aceptadas por la Comisión Europea para los camiones que circulen en la Unión Europea.

Excepto en Norteamérica, se distingue el remolque (para transportar carga o género) de la caravana (utilizada como habitáculo humano).
Hay remolques específicos para transportar diferentes tipos de carga: si llevan automóviles se denominan portautomóviles, si transportan carga que se distribuye a lo largo y lo ancho se denominan remolques de plataforma, para albergar líquidos se utilizan las cisternas, etc.
Un caso particular de remolque se utiliza en vehículos eléctricos, para aumentar su autonomía. Los vehículos eléctricos, en el 90 % de los desplazamientos, son capaces hacer un servicio equivalente al de un vehículo con motor de explosión; en los recorridos más largos (viajes, vacaciones, etc.) las baterías eléctricas pueden ser insuficientes. En estos casos, se puede añadir un remolque con un motor térmico y un generador eléctrico que alimenta los motores del vehículo mediante una conexión eléctrica. La autonomía del vehículo eléctrico es entonces similar a la de uno convencional, sin apenas añadir un lastre al vehículo.

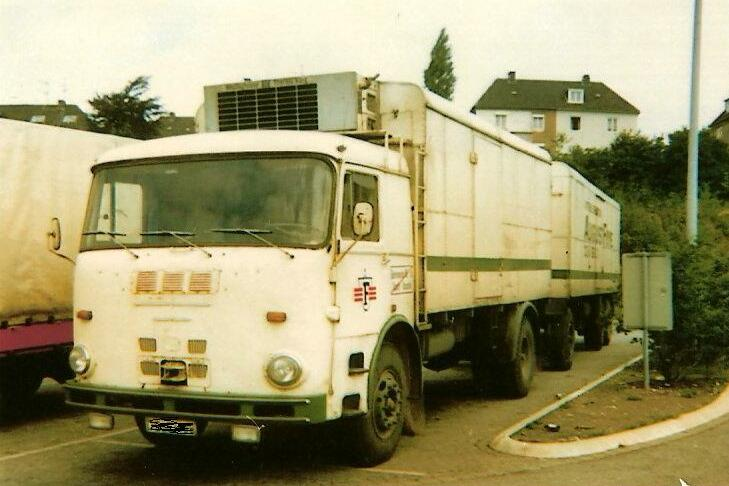
Doble semirremolque con tractocamión.
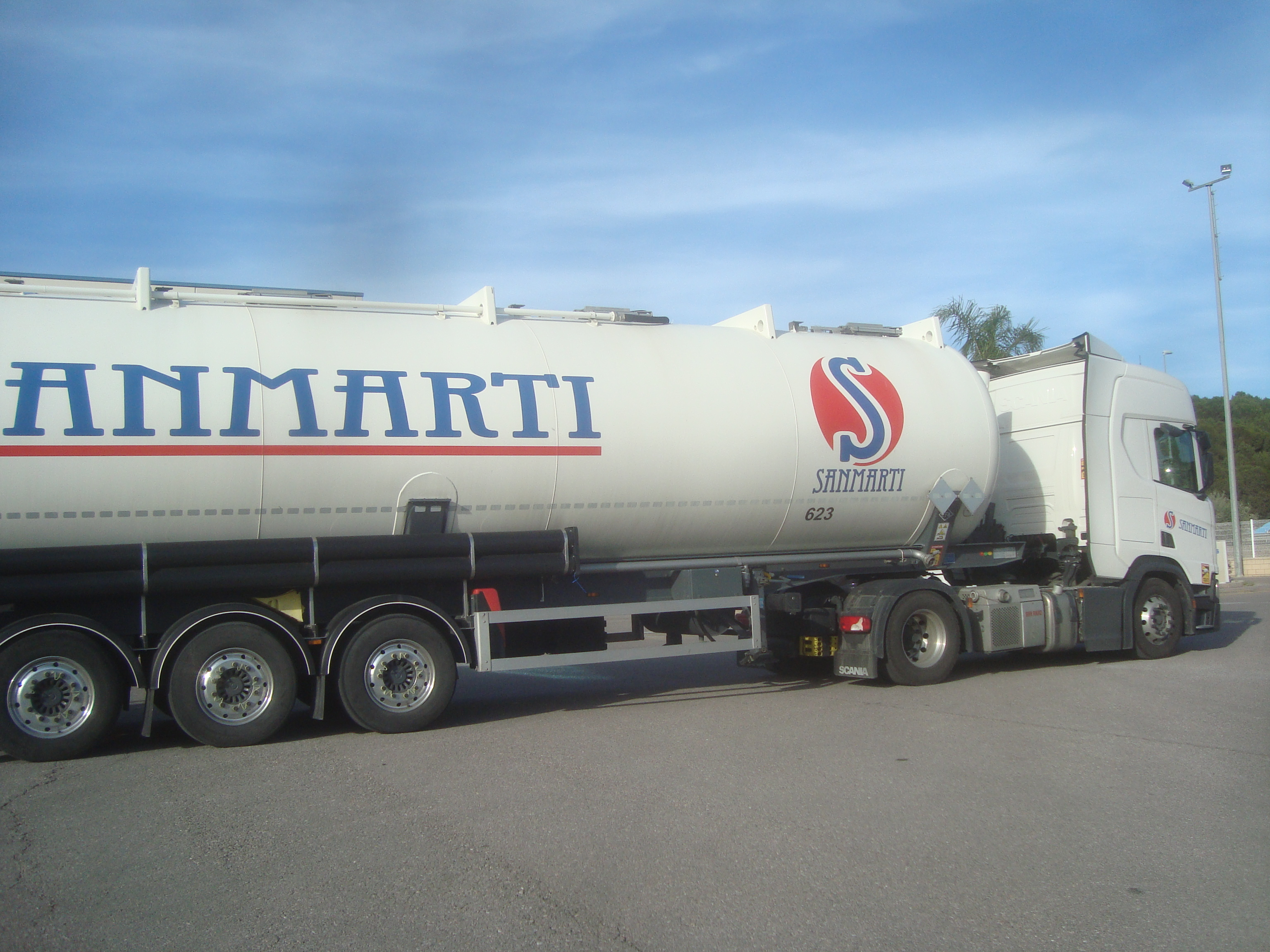
Camión articulado.

Se diseñan diferentes tipos de semirremolques para transportar diferentes cargas. Los anchos comunes son 8 pies (2,44 m) y 2,6 metros (102,36 pulgadas). En términos generales, la mayoría de los remolques norteamericanos utilizan dos ejes con cubos de neumáticos dobles que suman 8 ruedas, mientras que la mayoría de los remolques europeos utilizan tres ejes con cubos de neumáticos simples que suman 6 ruedas, uno de los ejes que se puede levantar para cargas más ligeras y para ahorrar desgaste de los neumáticos, frenos y eje. Casi todos los remolques modernos que son lo suficientemente altos están equipados con un protector de empotramiento trasero para evitar que los automóviles sobresalgan del borde trasero del remolque, y la mayoría también tiene protectores de empotramiento laterales por la misma razón. También existen otras pequeñas diferencias en la profundidad del pivote central, la iluminación, las cerraduras de las puertas, etc., aunque la mayoría de las tractoras construidas expresamente pueden transportar la mayoría de los tipos de remolques, independientemente del continente en el que se construyeron y de las diferencias que presenten. 